# Acústico MTV (turnê)
Acústico MTV foi a nona turnê da dupla brasileira Sandy & Junior, realizada entre agosto e dezembro de 2007. A turnê foi dirigida por Hugo Prata e é uma adaptação do show de gravação do CD/DVD Acústico MTV, último projeto da dupla até então.
O início da turnê aconteceu na cidade de Votuporanga - mesmo lugar que fizeram o primeiro show da carreira, em 1991 - no dia 8 de agosto de 2007. No total, percorreu o Brasil com 37 shows até o final de 2007, quando Sandy e Junior encerram definitivamente a carreira de 17 anos da dupla para então iniciar suas respectivas carreiras solo.

## Repertório
1. "Não Dá pra Não Pensar"
2. "Super-Herói (Não É Fácil)"
3. "Nada Vai Me Sufocar"
4. "Ilusão"
5. "Inesquecível"
6. "Você pra Sempre (Inveja)"
7. "Quando Você Passa (Turu Turu)"
8. "Segue Em Frente"
9. "Abri os Olhos"
10. "As Quatro Estações"
11. "Estranho Jeito de Amar"
12. "Tudo pra Você"
13. "Alguém Como Você"
14. "A Lenda"
15. "Cai a Chuva"
16. "Replay"
17. "Love Never Fails"
18. "Enrosca"
19. "Desperdiçou"
20. "Maria Chiquinha"

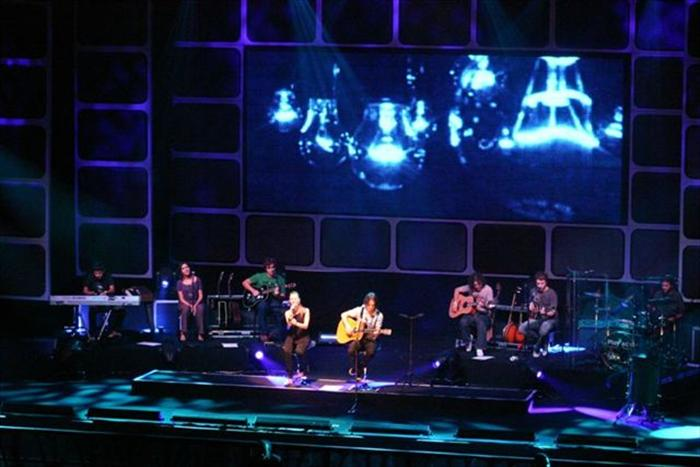
Sandy e Junior em show da turnê Acústico MTV.

21. Medley: "Vamô Pulá!" / "A Gente Dá Certo" / "Eu Acho Que Pirei"
22. "Não Dá pra Não Pensar"

1. "Não Dá pra Não Pensar"
2. "Super-Herói (Não É Fácil)"
3. "Nada Vai Me Sufocar"
4. "Ilusão"
5. "Inesquecível"
6. "Você pra Sempre (Inveja)"
7. "Quando Você Passa (Turu Turu)"
8. "Segue em Frente"
9. "Abri os Olhos"
10. "Angel"
11. "Dias e Noites"
12. "As Quatro Estações"
13. "Estranho Jeito de Amar"
14. "Tudo pra Você"
15. "Alguém Como Você"
16. A Lenda"
17. "Cai a Chuva"
18. "Replay"
19. "Love Never Fails"
20. "Enrosca"
21. "Desperdiçou"
22. Medley: "Vamô Pulá!" / "A Gente Dá Certo" / "Eu Acho Que Pirei"
23. "Maria Chiquinha"
24. "Não Dá pra Não Pensar"

## Datas
| Data                   | Cidade                | País   | Local                                 |
| ---------------------- | --------------------- | ------ | ------------------------------------- |
| 8 de agosto de 2007    | Votuporanga           | Brasil | Recinto de Exposições                 |
| 10 de agosto de 2007   | São Lourenço          | Brasil | Parque Ilha Antônio Dutra             |
| 11 de agosto de 2007   | Tatuí                 | Brasil | Estádio Municipal Magalhães Padilha   |
| 17 de agosto de 2007   | Aracaju               | Brasil | Miami Hall                            |
| 18 de agosto de 2007   | Maceió                | Brasil | Metrópole Hall                        |
| 19 de agosto de 2007   | Campina Grande        | Brasil | Spazzio                               |
| 24 de agosto de 2007   | Recife                | Brasil | Chevrolet Hall                        |
| 25 de agosto de 2007   | Caruaru               | Brasil | Palladium                             |
| 26 de agosto de 2007   | João Pessoa           | Brasil | Forrock                               |
| 7 de setembro de 2007  | Teresópolis           | Brasil | Parque de Exposições                  |
| 14 de setembro de 2007 | Vitória               | Brasil | Ginásio Álvares Cabral                |
| 15 de setembro de 2007 | Juiz de Fora          | Brasil | Estádio Doutor José Procópio Teixeira |
| 29 de setembro de 2007 | São Paulo             | Brasil | Via Funchal                           |
| 30 de setembro de 2007 | São Paulo             | Brasil | Via Funchal                           |
| 5 de outubro de 2007   | Porto Alegre          | Brasil | Pepsi on Stage                        |
| 6 de outubro de 2007   | São Paulo             | Brasil | Via Funchal                           |
| 7 de outubro de 2007   | São Paulo             | Brasil | Via Funchal                           |
| 11 de outubro de 2007  | Guarujá               | Brasil | Estacionamento do Guaibê              |
| 12 de outubro de 2007  | Belo Horizonte        | Brasil | Chevrolet Hall                        |
| 13 de outubro de 2007  | Novo Horizonte        | Brasil | Recinto de Exposições                 |
| 14 de outubro de 2007  | São Bernardo do Campo | Brasil | Domo Life                             |
| 19 de outubro de 2007  | Manaus                | Brasil | Studio 5 (Centro de Convenções)       |
| 20 de outubro de 2007  | Belém                 | Brasil | Cidade Folia                          |
| 26 de outubro de 2007  | Teresina              | Brasil | Atlantic Club City                    |
| 27 de outubro de 2007  | Fortaleza             | Brasil | Siará Hall                            |
| 28 de outubro de 2007  | Natal                 | Brasil | Arena do Imirá                        |
| 9 de novembro de 2007  | Curitiba              | Brasil | Curitiba Master Hall                  |
| 11 de novembro de 2007 | Porto Alegre          | Brasil | Pepsi on Stage                        |
| 15 de novembro de 2007 | Goiânia               | Brasil | Clube Jaó                             |
| 16 de novembro de 2007 | Brasília              | Brasil | Ginásio Nilson Nelson                 |
| 22 de novembro de 2007 | São Paulo             | Brasil | Via Funchal                           |
| 23 de novembro de 2007 | São Paulo             | Brasil | Via Funchal                           |
| 30 de novembro de 2007 | Rio de Janeiro        | Brasil | Citibank Hall                         |
| 1 de dezembro de 2007  | Rio de Janeiro        | Brasil | Citibank Hall                         |
| 2 de dezembro de 2007  | Rio de Janeiro        | Brasil | Citibank Hall                         |
| 14 de dezembro de 2007 | Sorocaba              | Brasil | Haras Monte Cristo                    |
| 16 de dezembro de 2007 | Curitiba              | Brasil | Curitiba Master Hall                  |
| 18 de dezembro de 2007 | São Paulo             | Brasil | Credicard Hall                        |

## Banda
No palco, os irmãos são acompanhados pelos mesmos músicos que participaram das gravações do DVD: Tatiana Parra nos vocais e percussão; André Caccia Bava no violão, violão de 12, dobro e vocais; Dudinha Lima no baixo, baixo acústico e vocais; Erick Escobar no piano, Hammond organ, Rhodes e Wurlitzer; Guilherme Fonseca no violão, violão de 12, banjo e bandolim; e Samuel Fraga na bateria.